# 10427 Klinkenberg
10427 Klinkenberg è un asteroide della fascia principale. Scoperto nel 1960, presenta un'orbita caratterizzata da un semiasse maggiore pari a 2,2329162 UA e da un'eccentricità di 0,2182408, inclinata di 2,25214° rispetto all'eclittica.
L'asteroide è dedicato a Dirk Klinkenberg, un astronomo e matematico olandese del XVIII secolo, che ha scoperto diverse comete, tra cui quella del 1744, più comunemente associata al nome di De Chéseaux. Ha anche calcolato l'orbita della cometa 1P/Halley nel 1759.